# PHAX
PHAX (англ. Phosphorylated adaptor for RNA export) – білок, який кодується однойменним геном, розташованим у людей на короткому плечі 5-ї хромосоми. Довжина поліпептидного ланцюга білка становить 394 амінокислот, а молекулярна маса — 44 403.
| 10         |  | 20         |  | 30         |  | 40         |  | 50         |
| ---------- |  | ---------- |  | ---------- |  | ---------- |  | ---------- |
| MALEVGDMED |  | GQLSDSDSDM |  | TVAPSDRPLQ |  | LPKVLGGDSA |  | MRAFQNTATA |
| CAPVSHYRAV |  | ESVDSSEESF |  | SDSDDDSCLW |  | KRKRQKCFNP |  | PPKPEPFQFG |
| QSSQKPPVAG |  | GKKINNIWGA |  | VLQEQNQDAV |  | ATELGILGME |  | GTIDRSRQSE |
| TYNYLLAKKL |  | RKESQEHTKD |  | LDKELDEYMH |  | GGKKMGSKEE |  | ENGQGHLKRK |
| RPVKDRLGNR |  | PEMNYKGRYE |  | ITAEDSQEKV |  | ADEISFRLQE |  | PKKDLIARVV |
| RIIGNKKAIE |  | LLMETAEVEQ |  | NGGLFIMNGS |  | RRRTPGGVFL |  | NLLKNTPSIS |
| EEQIKDIFYI |  | ENQKEYENKK |  | AARKRRTQVL |  | GKKMKQAIKS |  | LNFQEDDDTS |
| RETFASDTNE |  | ALASLDESQE |  | GHAEAKLEAE |  | EAIEVDHSHD |  | LDIF       |

A: Аланін

C: Цистеїн

D: Аспарагінова кислота

E: Глутамінова кислота

F: Фенілаланін

G: Гліцин

H: Гістидин

I: Ізолейцин

K: Лізин

L: Лейцин

M: Метіонін

N: Аспарагін

P: Пролін

Q: Глутамін

R: Аргінін

S: Серин

T: Треонін

V: Валін

W: Триптофан

Кодований геном білок за функцією належить до фосфопротеїнів. 
Задіяний у таких біологічних процесах, як транспорт, транспорт білків, ацетилювання, поліморфізм. 
Білок має сайт для зв'язування з РНК. 
Локалізований у цитоплазмі, ядрі.